# Emerald City
Emerald City es una serie de televisión de fantasía desarrollado para NBC por Matthew Arnold y Josh Friedman, y basado en Oz por L. Frank Baum, situada en la ficcional Land of Oz. Dirigida por Tarsem Singh y protagonizada por Adria Arjona, Oliver Jackson-Cohen, Ana Ularu y Vincent D'Onofrio, Emerald City recibió una orden de 10 episodios por NBC en abril de 2015, que fueron estrenados el 6 de enero de 2017, con un debut de dos episodios, y concluyó el 3 de marzo de 2017. En mayo de 2017, NBC canceló la serie tras una temporada.

## Sinopsis
Después de ser transportada de Lucas, Kansas a la Tierra de Oz por un tornado, Dorothy Gale, de 20 años de edad, sale a buscar al Mago, sin saber que está a punto de cumplir una profecía que cambiará la vida de todos para siempre.

## Personajes

### Personajes principales
- Adria Arjona como Dorothy Gale: una enfermera de Lucas, Kansas, que se embarca en un peligroso viaje a Emerald City en un intento de encontrarse con el mago y encontrar su camino de vuelta a casa.[5]
- Oliver Jackson-Cohen como Lucas/Roan/El Espantapájaros: un amnésico que acompaña a Dorothy en un intento de recuperar su memoria perdida y rápidamente se encuentra enamorándose de ella.[6]
- Ana Ularu como la Bruja del Oeste
- Gerran Howell como Jack/El Hombre de Hojalata
- Jordan Loughran como Ozma/Tippetarius "Tip"
- Mido Hamada como Eamonn/El León
- Joely Richardson como Glinda, La Bruja del Norte[7]

### Personajes secundarios
- Stefanie Martini como Reina Langwidere
- Rebeka Rea como Leith/Sylvie
- Gina McKee como Jane Andrews
- Gina Bellman como Karen Chapman
- Roxy Sternberg como Elizabeth
- Vahid Gold como Toby
- Mia Mountain como Nahara
- Holly Hayes como Em Gale
- Pere Molina como Henry Gale

### Antiguos personajes principales
- Vincent D'Onofrio como Frank Morgan/El Mago de Oz[8][9]
- Florence Kasumba como Bruja Mala del Este

### Antiguos personajes secundarios
- Isabel Lucas como Anna
- Suan-Li Ong como Isabel
- David Calder como August

## Episodios
| N.º | Título                      | Dirigido por | Escrito por                                                                    | Fecha de emisión original | Audiencia (millones) |
| --- | --------------------------- | ------------ | ------------------------------------------------------------------------------ | ------------------------- | -------------------- |
| 1   | «The Beast Forever»         | Tarsem Singh | Historia: Matthew Arnold y Josh Friedman Guion: Josh Friedman y Matthew Arnold | 6 de enero de 2017        | 4.49                 |
| 2   | «Prison of the Abject»      | Tarsem Singh | Historia: Matthew Arnold y Josh Friedman Guion: Justin Doble y David Schulner  | 6 de enero de 2017        | 4.49                 |
| 3   | «Mistress - New - Mistress» | Tarsem Singh | Historia: Justin Doble y Nichole Beattie Guion: Justin Doble y David Schulner  | 13 de enero de 2017       | 3.22                 |
| 4   | «Science and Magic»         | Tarsem Singh | Historia: Sheri Holman Guion: Shaun Cassidy                                    | 20 de enero de 2017       | 2.83                 |
| 5   | «Everybody Lies»            | Tarsem Singh | Historia: Halley Gross Guion: Naomi Hisako Iizuka                              | 27 de enero de 2017       | 2.79                 |
| 6   | «Beautiful Wickedness»      | Tarsem Singh | Historia: Leah Fong Guion: Kelly Sue DeConnick                                 | 3 de febrero de 2017      | 2.42                 |
| 7   | «They Came First»           | Tarsem Singh | Tracy Bellomo                                                                  | 10 de febrero de 2017     | 2.34                 |
| 8   | «Lions in Winter»           | Tarsem Singh | Shaun Cassidy                                                                  | 17 de febrero de 2017     | 2.47                 |
| 9   | «The Villain That's Become» | Tarsem Singh | Tracy Bellomo                                                                  | 24 de febrero de 2017     | 2.36                 |
| 10  | «No Place Like Home»        | Tarsem Singh | Josh Carlebach & David Schulner                                                | 3 de marzo de 2017        | 2.87                 |

### Especial
Un episodio especial, titulado "Oz Reimagined: The Making of Emerald City", originalmente emitido el 16 de diciembre de 2016, y detalla los detrás de escenas de la serie, incluyendo lugares, efectos, disfraces y entrevistas.

## Producción

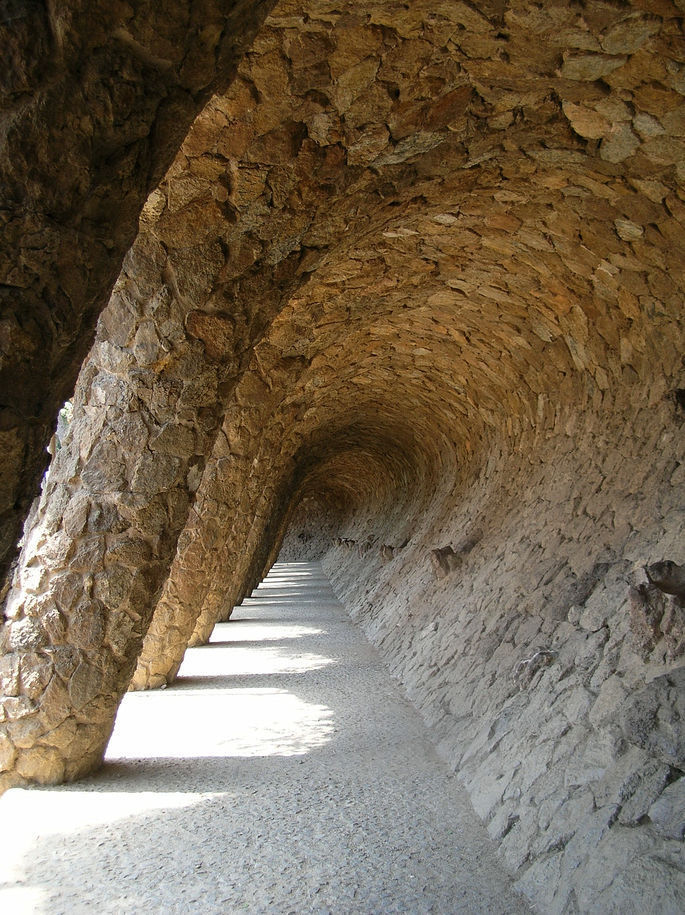
El Parc Guell de Barcelona una de las escenas mostradas en la serie.

La serie fue creada por Matthew Arnold que lanzó una versión alternativa y oscura de The Wizard of Oz a Universal Television. Arnold escribió el guion piloto, que luego recibió una orden de 10 episodios para NBC. Josh Friedman fue llevado como el showrunner.
La serie fue originalmente programada para 2015, con la filmación programada para comenzar en 2014. Sin embargo, fue cancelada antes de entrar en la producción debido a diferencias creativas entre Friedman y el estudio.
El 15 de abril de 2015, NBC cambió de opinión y decidió seguir adelante con la serie. El 14 de julio de 2015, se anunció que Tarsem Singh dirigiría los diez episodios, con David Schulner como el nuevo showrunner, reemplazando a Josh Friedman y Shaun Cassidy llegando a bordo como productor ejecutivo.
La serie realizó sus filmaciones en La Calahorra, Granada, Real Alcázar de Sevilla, en el Parc Guell de Barcelona (ambas en España), en Hungría y en Croacia, entre otros lugares.

## Emisión en otros países
| País        | Título           | Cadena          | Fecha de Inicio                                                                      | Fecha de Finalización |
| ----------- | ---------------- | --------------- | ------------------------------------------------------------------------------------ | --------------------- |
| España      | -                | Cosmopolitan TV | 13 de enero de 2017                                                                  | -                     |
| México      | Emerald City     | FOX1            | Domingo: 8 de enero de 2017 (Sky - Canal 1460) 8 de enero de 2017 (Sky - Canal 1461) | 2017                  |
| Reino Unido | -                | 5STAR           | 2017                                                                                 | -                     |
| Rusia       | Изумрудный город | -               | 2017                                                                                 | -                     |

## Recepción
En Rotten Tomatoes reportó un 38% de aprobación basado en 39 revisiones. El consenso del sitio web dice: "Oscuro y angustioso, pero también confuso e inventado, Emerald City es el Game of Thrones/Wizard of Oz que nadie pidió". En Metacritic informó una puntuación de 47 sobre 100 basado en 31 comentarios, lo que indica "críticas mixtas".